# Counter-Strike: Global Offensive
Counter-Strike: Global Offensive (CS:GO) is een multiplayer tactical first-person shooter, ontwikkeld door Valve en Hidden Path Entertainment. Het is het vierde deel in de Counter-Strike-serie en werd in augustus 2012 door Valve uitgebracht voor Windows, macOS, PlayStation 3 en Xbox 360, en in 2014 voor Linux. Valve brengt nog altijd updates uit voor CS:GO, zowel met kleinere patches als met grotere inhoudelijke toevoegingen.
Sinds 27 september 2023 is CS:GO niet meer speelbaar. Het spel is volledig vervangen door Counter-Strike 2 en spelers kunnen niet teruggaan naar CS:GO. 

## Gameplay
Net als eerdere spellen uit de Counter-Strike-serie, is de gameplay van Global Offensive op doelstellingen gebaseerd. De meeste spelmodi beschikken over twee teams, bestaande uit zogeheten Terroristen en Contra-Terroristen, die het tegen elkaar opnemen. Afhankelijk van het team is het doel om onder meer vijanden uit te schakelen, bomaanslagen te plegen of te verijdelen en gijzelaars te bewaken of te bevrijden. Aan het einde van elke ronde worden spelers beloond op basis van individuele en teamprestaties met in-game valuta om uit te geven aan wapens of hulpmiddelen in volgende rondes. Het voltooien van doelstellingen, waaronder het doden van vijanden, levert extra geldbonussen op.

##### Spelmodi
Global Offensive heeft negen officiële spelmodi: Competitief, Casual, Deathmatch, Arms Race, Demolition, Wingman, Flying Scoutsman, Retakes en Danger Zone. In-game matchmaking wordt ondersteund voor alle online spelmodi en wordt beheerd via het Steam-platform. De gameservers draaien Valve Anti-Cheat om valsspelen te voorkomen. De modi Competitief, Wingman en Danger Zone maken gebruik van een vaardigheidsklassificatie gebaseerd op het Glicko-classificatiesysteem, waarbij spelers een vaardigheidsrang toegekend krijgen. Spelers kunnen kiezen voor Ranked en Unranked modi, waarbij zij al dan niet worden gekoppeld aan en tegen andere spelers met eenzelfde rang.
In Competitief worden twee teams van vijf spelers tegen elkaar geplaatst. Er kan gekozen worden voor een langere of kortere wedstrijdlengte van 30 of 16 ronden. Halverwege wisselen de spelers van Terroristen naar Contra-Terroristen en vice versa. Wingman is een twee-op-twee bomontmantelingsmodus van zestien rondes, waarbij spelers op kleinere maps spelen.
De Casual- en Deathmatch-modi maken geen gebruik van een vaardigheidsklassificatie en ook is vriendelijk vuur uitgeschakeld. Casual is gebaseerd op Competitief, maar biedt spelers pantser en ontmantelingskits en gebruikt een gesimplificeerde in-game-economie. Beide modi bieden ruimte voor maximaal 20 spelers en worden voornamelijk gebruikt als oefenmiddel.
Arms Race en Demolition, beide gebaseerd op mods voor eerdere iteraties in de Counter-Strike-serie, werden toegevoegd samen met acht nieuwe kaarten voor de modi. Arms Race is de Global Offensive-variant van de "Gun Game"-modus uit andere delen in de serie. Demolition is een andere bomontmantelingsmodus, waarbij wapenupgrades alleen worden gegeven aan spelers die in de vorige ronde een vijand hebben gedood. De spelmodus Flying Scoutsman rust spelers alleen uit met een SSG 08 (in het spel bekend als de "Scout") en een mes in een kaart met minder zwaartekracht. Retakes is een spelmodus waarin drie Terroristen een reeds geplaatste C4 verdedigen tegen vier Contra-Terroristen, waarbij spelers aan het begin van elke ronde een bepaalde uitrusting kiezen.
Danger Zone is een battle-royale-modus waarin maximaal 18 spelers op zoek gaan naar wapens, uitrusting en geld in een poging de laatst overgebleven persoon of team te zijn.
Behalve de Weapons Course en Danger Zone kunnen alle andere spelmodi online of offline met bots worden gespeeld. Valve heeft ook een offline oefenmodus opgenomen die bedoeld is om nieuwe spelers te helpen bij het leren omgaan met wapens en granaten, de zogenaamde Weapons Course.

##### Dedicated servers
De PC-versie van Global Offensive ondersteunt private dedicated servers waarmee spelers verbinding kunnen maken via het community server-menu in het spel. Deze servers kunnen het spel flink aanpassen en kunnen drastisch verschillen van de basisspelmodi. Er zijn veel door de gemeenschap gemaakte mods voor het spel, waaronder de populaire "kz", die spelers hindernisbanen laat voltooien.

## Ontvangst
Het spel werd bij lancering positief ontvangen door critici. Op Metacritic is de gemiddelde score een 8,3. Gamer.nl noemde het "een van de beste first person shooters van het moment". De pc-versie had meer succes dan de console versies, wat ervoor heeft gezorgd dat de consoleversie niet meer wordt onderhouden.